# キュー・ガーデン地区
キュー・ガーデン地区（キュー・ガーデンちく）又はキュー・ガーデンズ（英語: Kew Gardens）とは、ニューヨーク市クイーンズ区の中心部にある三角形の地区である。上位中産階級の人々が多く住む。

## 歴史
キュー・ガーデン地区は19世紀後半から1950年にかけて、クイーンズ区につくられた7つのガーデン・コミュニティの一つである。この地区の多くはイギリス人のアルボン・P・マンによって1868年に取得された。彼はホリスヒルの土地を主にジャマイカ・アベニュー沿いに南へ開発したが、北の未開発地へ続く丘陵地は開発しなかった。
1875年、キュー・ガーデン・ロードにあるメイプル・グローブ墓地が開園した。同年10月にロングアイランド鉄道の駅が会葬者のために建設され、11月中ごろから列車が停車し始めた。当初の駅名はホープデールだったが、のちにホープデール・ホールと改名され、ホテルが現在のクイーンズ・ブールバードとユニオン・ターンパイクの交差する場所にあった。1890年代、the executors of Man's estateがクイーンズブリッジゴルフ場を鉄道路線の南の丘陵地帯に建設するとした。ゴルフ場は1908年にロングアイランド鉄道の本線（曲線を解消するために南に600フィート (180m) 移動された）によって分断されるまで利用された。

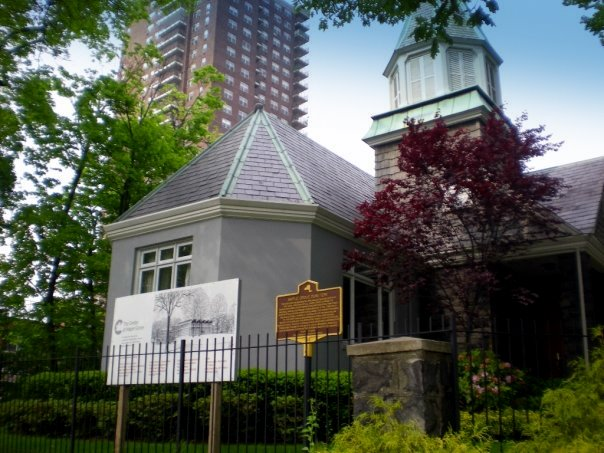
キュー・ガーデン・ロードにあるメイプル・グローブ墓地の入り口

その後ゴルフ場は閉鎖され、1909年に新駅がレファーツ・ブールバードに建設された。マンの後継者のアルドリック・マンとアルボン・マン・ジュニアは新しいコミュニティを建設しようとした。当初このコミュニティはキューと呼ばれたが、後にイギリスで有名な植物園から名前をとってキュー・ガーデンと呼んだ。宅地を造成する建築家はイギリスの様式やネオ・チューダースタイルを支持した。この様式は現在もこの地区の多くのセクションで圧倒的に多い。
1910年、the property was sold piecemeal by the estate。その後数年で街路の拡張、土地の等級付け、上下水道管の敷設が行われた。1915年、Kew Bolmerと呼ばれる最初のアパートが80–45 Kew Gardens Roadに建設された。それに続いてクラブハウスが1916年、私立学校が1918年に建設された。1920年、駅に下宿客のためにKew Gardens Innが開業した。下宿客は部屋、食事、風呂がついて1週間あたり40ドル支払った。1920年代には、Colonial Hall (1921)やKew Hall (1922)などのアパートとして優雅な一戸建て住宅が建設された。それは、1936年までに20棟以上を数えた。
1933年7月、キュー・ガーデンからナッソー郡の端まで続くグランド・セントラル・パークウェイが開通した。この道路は1935年にInterborough Parkwayとしてイーストニューヨークにあるペンシルベニア・アベニューまで延伸された。このパークウェイはユニオン・ターンパイクの一部を利用したので、1軒の家も破壊されなかった。
最大の変化は1936年12月31日に、インディペンデント・サブウェイ・システム (IND) がクイーンズ・ブールバード沿いにユニオン・ターンパイクまで開業したことによってもたらされた。4ヶ月後、その地下鉄はジャマイカ地区まで延伸した。これにより現在、住民は1日あたり5セントでマンハッタンやブルックリン区へ24分で行くことができ、キュー・ガーデンからミッドタウンへ30分ほどで行くことができる。これによりクイーンズ・ブールバード沿いにケントマナー (Kent Manor) のようなそれまでより大きなアパートや高層ビルの建設が促進され、最後の空き地はなくなった。
その歴史的意義にもかかわらず、キュー・ガーデン地区ではランドマークの保護が十分でない 。

## 観光
キュー・ガーデン地区ではレファーツ・ブールバードのうち、オースティン・ストリートとメトロポリタン・アベニューに挟まれた区間で人口密度の高い住宅地や商業地が残っている。この街路はKew Gardens CinemasやDani's Pizzeria、Austin's Steak and the Austin Ale House、Comic Denを含む人々に好まれる店の本場である。クイーンズ区のシビックセンター、クイーンズ区庁舎、クイーンズ郡の刑事裁判所は、この地区の北端（クイーンズ・ブールバードのうち、ユニオン・ターンパイクとフーバー・アベニューで挟まれた区間）に集合している。

## 交通
北へはジャッキー・ロビンソン・パークウェイ（以前のInterborough Parkway）、東へはヴァンウィック高速道路や131番ストリート、南へはヒルサイド・アベニュー、西へはパーク・レーンやアビンドン・ロード、118番ストリートで行くことができる。また、フォレスト・パークやフォレスト・ヒルズ、フォレスト・ヒルズ・ガーデンなどの地区が西隣にある。
近隣の都市へはこれらの高速道路やユニオン・ターンパイク-キュー・ガーデン駅から地下鉄で行くことができる。
この地区からミッドタウンへはニューヨーク市地下鉄E線、F線で約30分で行くことができる。

## 教育
Yeshiva Tifereth Moshe、Bais Yaakov of Queens、Yeshiva Shaar Hatorah などの有名な学校がこの地区にある。地元のパブリック・スクールのP.S. 99は常にTAGにまでおよぶギフテッドの学生のためのspecial programsがあり、学生たちは小学2年生から彼と同水準の子供より高いレベルの学習をできる。またShakespeare grantsなどの特別交付金もある。

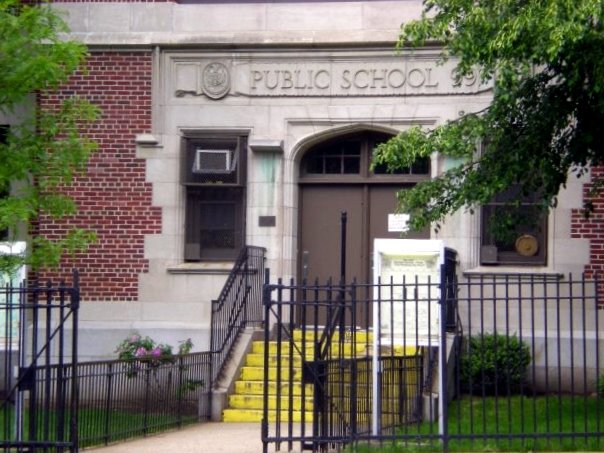
キュー・ガーデン・ロードにあるP.S. 99の本館

## 住宅
キュー・ガーデン地区は主に4階-10階建てのアパートが密集している。多くは賃貸だが、一部は協同組合である。この地区にはニューヨーク市住宅公社の集合住宅はないが、ミッチェル・ラマの住宅があり、賃貸料の支払い援助を必要とする家族や個人向けに安定した価格で住宅を提供する。82番街には32階建てのミッチェル・ラマの建物がある。また、リッチモンド・ヒルやブライヤーウッド、ジャマイカなど他地区との境界に沿ってsmaller attached housesがある。それらの多くは2-3世帯住宅である。高価な一戸建て住宅はフォレスト・パークの周辺にある。しかしconstant developmentのため、多くの家主はそれらの一戸建て住宅をteardown（既存の家屋を買い取り、解体して新築にすること）してアパートにする開発者に売却している。これは人口動態の変化をもたらした。

## 人口動態
アメリカ合衆国国勢調査局による2000年の国勢調査によると、キュー・ガーデン地区の人種構成は、白人 62.2%、アジア人 13.0%、黒人やアフリカ系アメリカ人 7.0%、インディアンやアラスカ・ネイティブ 0.3%、その他 7.4%、ヒスパニックやラテン系アメリカ人 20.0%となっている。しかし地区の人口動態は変化しており、過去10年間でヒスパニックやアジア人の人口が著しく増加した。現在の国勢調査によるとキュー・ガーデン地区の人口は25,769人以上と推計されている.。

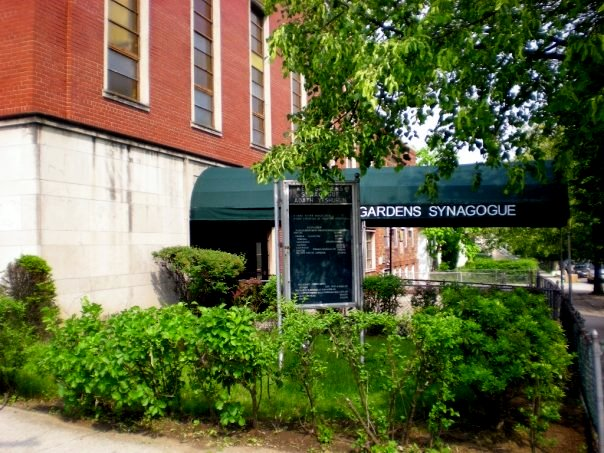
Kew Gardens Synagogue はキュー・ガーデン地区のいくつかのユダヤ教会の1つやother houses of worshipである。

キュー・ガーデン地区は人種的に多様である。第二次世界大戦後、ドイツからのユダヤ人難民で構成される大きなコミュニティーがキュー・ガーデン地区にできた。それは現在もこの地区で活動しているユダヤ教会の数に反映されている。この地区は1965年以降に多くの中国人移民、1979年のイラン革命以降に約2,500人のイランのユダヤ人などの多くの移民をひきつけた。また1980年代-1990年代にかけて、中国、パキスタン、イラン、アフガニスタン、イスラエル、旧ソ連、インド、バングラデシュ、韓国などからの移民が定住した。現在、キュー・ガーデン地区では重要な正統派 (ユダヤ教)のコミュニティーと並んで、ウズベキスタンからのブハラ・ユダヤ人の人口が増加している。Also many immigrants from Central America, and South America call Kew Gardens home, as well as immigrants from Japan. Kew Gardens is well known for being a residential area, with a mix of one-family homes above the million-dollar range, complex apartments, co-ops and others converted and on the way or being converted as condominiums.地域の近代化を反映して、有名な五つ星ホテルが82番街に建設中である。

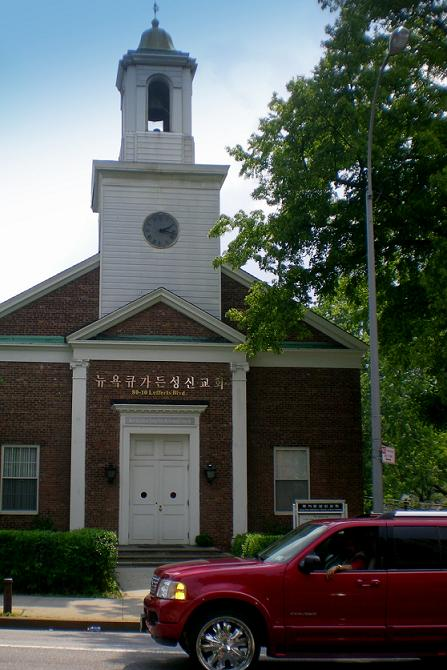
First Church of Kew Gardens

## キティ・ジェノヴィーズ事件
1964年、この地区に住むキティ・ジェノヴィーズがキューガーデン駅の近くで殺害された。ニューヨーク・タイムズは、彼女は大声で助けを求めたが、近所の住人は誰ひとり応じなかったと報じた。この話は都会の生活における無関心や匿名性をあらわにした。事件の状況については今日でも論争され、ニューヨーク・タイムズの記事の「近所の住人は誰ひとり応じなかった」という重要な事実は間違いであったと主張されている。キティ・ジェノヴィーズ事件はよく傍観者効果の例に引用される。また、この事件は初めて社会心理学的現象の研究に拍車をかけた事例である。

## 経済
キュー・ガーデン地区は多くのlocally owned businessesやレストランがレファーツ・ブールバード、メトロポリタン・アベニュー、オースティン・ストリート、キュー・ガーデン・ロードなどに沿って所在する。コートハウスやユニオン・ターンパイク-キュー・ガーデン駅はこの地域に多くの金銭をもたらす。ジョン・F・ケネディ国際空港とラガーディア空港の間にあるこの地区に滞在するパイロットや客室乗務員もまた地域経済に影響を及ぼす。
サウディアはこの地区のSuite 401 at 80–02 Kew Gardens Roadに事務所を運営している。

## 出身の有名人
- モード・バリントン・ブース （1865-1948年） - ボランティアズ・オブ・アメリカの共同創設者。この地区に住んでいた[9]。
- ソウル・B・マランツ - Working out of the basement of his Kew Gardens home on 81st Avenue at the corner of Austin Street, Marantz built a high-quality preamplifier using nothing but his car radio and parts from a Manhattan radio store. Marantz sold his first audio product, the "Consolette" pre-amp, in 1952.
- ジョシュア・ブランド – テレビジョン・ライター、ディレクター、プロデューサー。この地区で育った[10]。
- ラルフ・バンチ （1903-1971年） – 外交官、ノーベル平和賞 受賞者[11]。
- ロドニー・デンジャーフィールド （1921-2004年） – コメディアン。Austin Ale Houseの上階に住んでいた[12]。
- ロナ・エリオット – 音楽ジャーナリスト。この地区で育った[13]。
- メアリー・ガーフィールド – アメリカ大統領ジェームズ・ガーフィールドの娘。20世紀の変わり目にこの地区に住んだ[14]。
- ジョージ・ガーシュウィン （1898-1937年） – 作曲家。この地区に住んでいた[15]。
- バート・バカラック （1928年-） – 受賞歴のあるピアニスト、作曲家、プロデューサー。この地区で育った。
- ミリアム・ホプキンス （1902-1972年） – 俳優。この地区に住んでいた[16]。
- Rabbi Paysach Krohn – ラビ、作家。現在この地区に住んでいる[17]。
- ヨゼフ・レヴィーン （1874-1944年） – コンサート・ピアニスト。この地区に住んでいた[18]。
- ロバート・H・リーバーマン – 映画製作者。この地区で育った[19]。
- ピーター・マイヤー – 元ペンギンブックスCEO。この地区で育った[20]。
- キティ・ジェノヴィーズ （1935-1964年） - ウィンストン•モーズリーに強姦され殺害された。
- アナイス・ニン （1903-1977年） – 作家。この地区に住んでいた[18]。
- ドロシー・パーカー （1893-1967年） – 詩人。この地区に住んでいた[15]。
- ウィル・ロジャース （1879-1935年） – 俳優。この地区に住んでいた[15]。
- ウィル・ロジャース・ジュニア （1911-1993年） – 下院議員、ウィル・ロジャースの息子。この地区に住んでいた[21]。
- ネルソン・サルダナ - トラックレースのチャンピオン。この地区に住んでいた。
- w:Ossie Schectman – NBAのバスケットボール選手（ガード）。
- ロバート・シメール – コメディアン。この地区で育った[22]。
- ポール・サイモン – キュー・ガーデン・ヒルズで育った。
- ジェリー・スプリンガー - トーク番組の司会者、元オハイオ州シンシナティ市長。
- キャロル・モンゴメリー・ストーン – 女優、俳優のフレッド・ストーンの娘。この地区で育った[21]。
- w:Lisa Ysaye Tarleau （1878-1952年） - 20世紀初頭の女性作家。この地区に住んでいた。
- チャールズ・チャップリン – 俳優。1919-1922年の間、105 Mowbray Driveに住んでいた[21]。
- ベルンハルト・ゲッツ

## ギャラリー

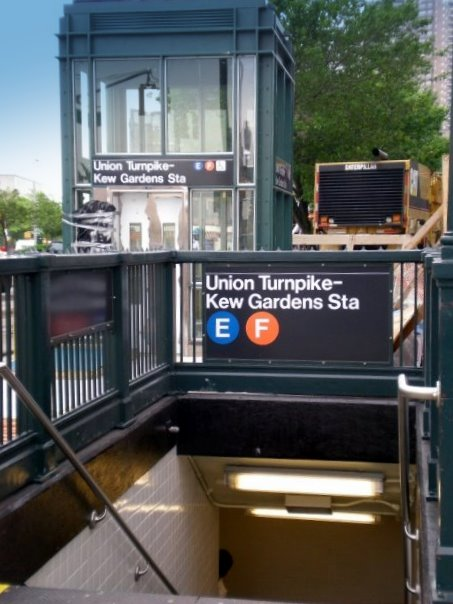
キュー・ガーデン-ユニオン・ターンパイク駅
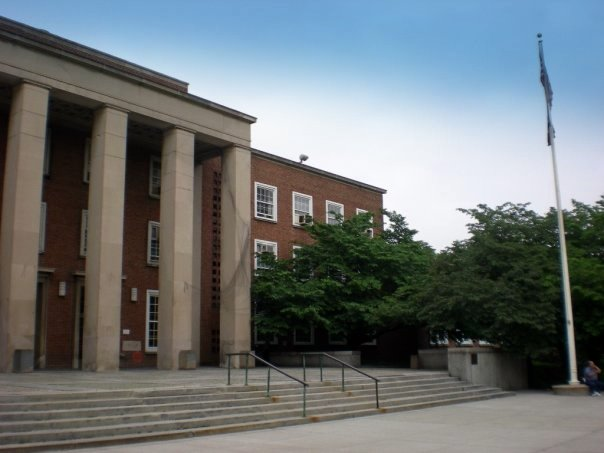
クイーンズ区役所
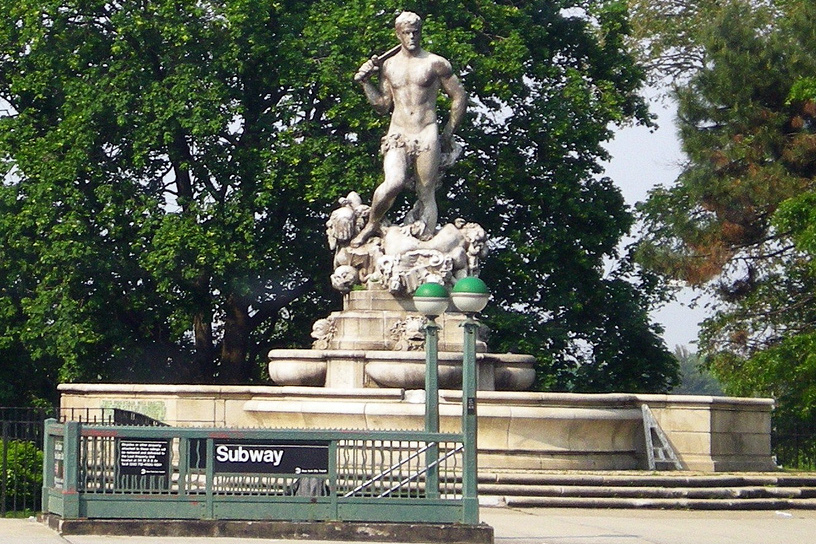
Civic Virtue Statue on Queens Blvd.
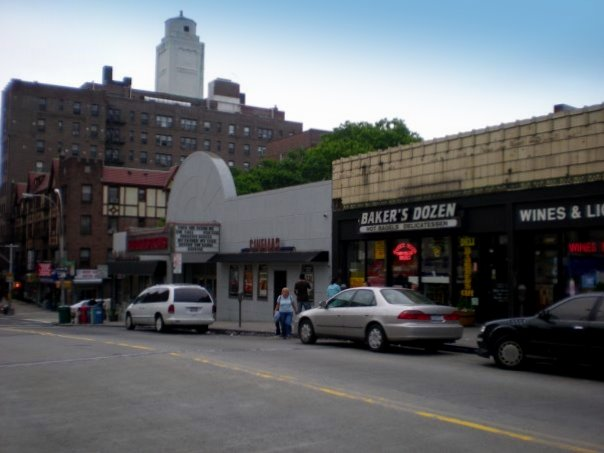
Kew Gardens Cinemas and other Lefferts Blvd. shops
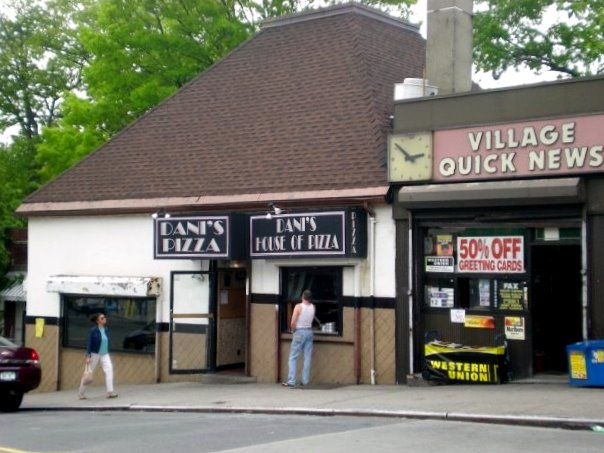
Dani's House of Pizza
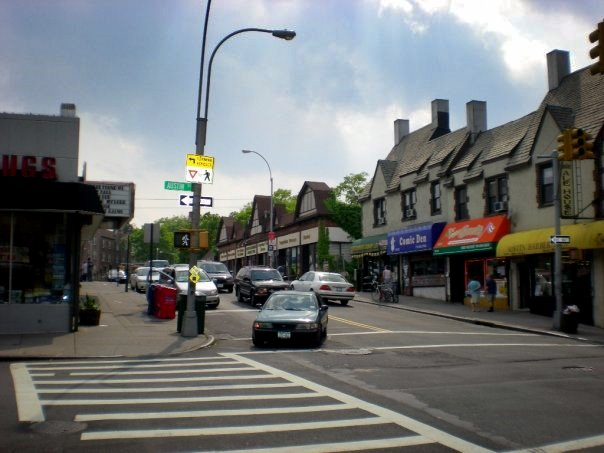
Corner of Austin St. and Lefferts Blvd.
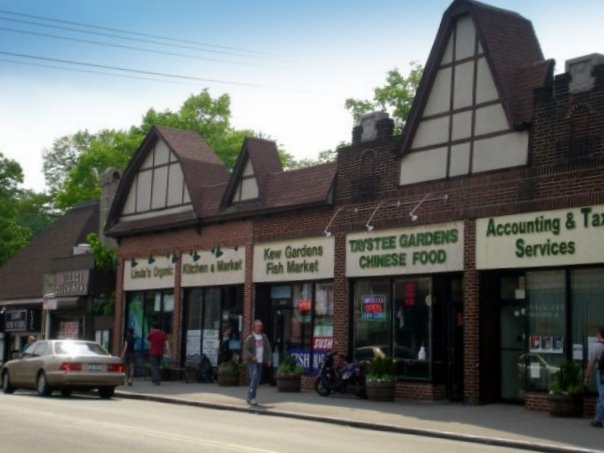
Kew Gardens shops on Lefferts Blvd.
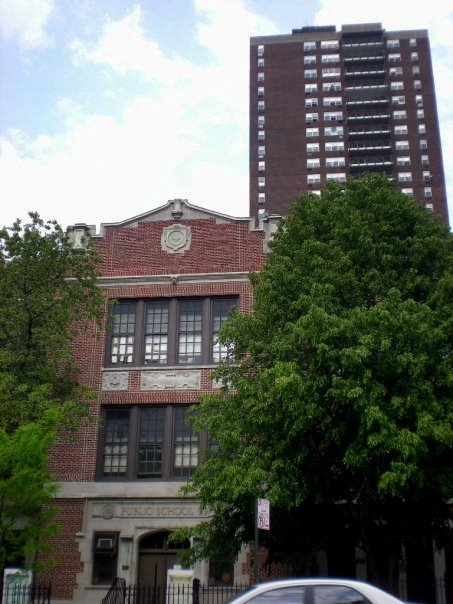
P.S. 99 and 32-story Court Plaza apartment building
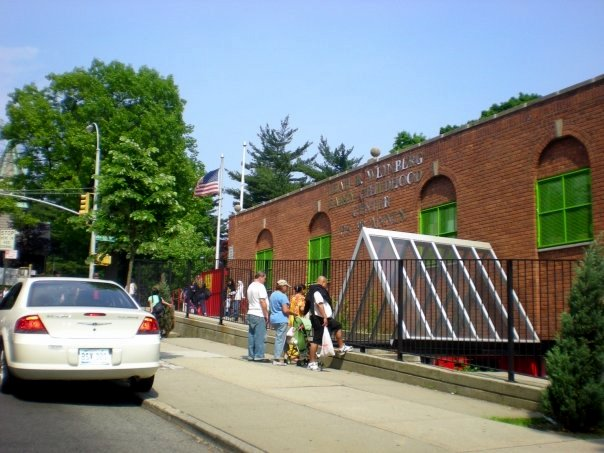
P.S. 99 school annex
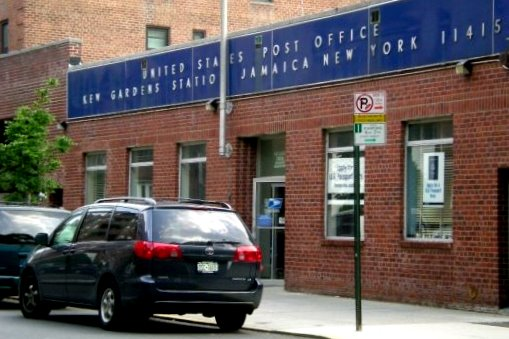
郵便局
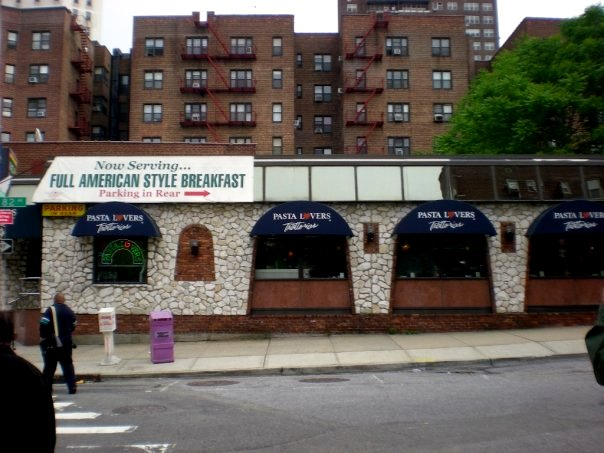
Site adjacent restaurant would become a five-star hotel.
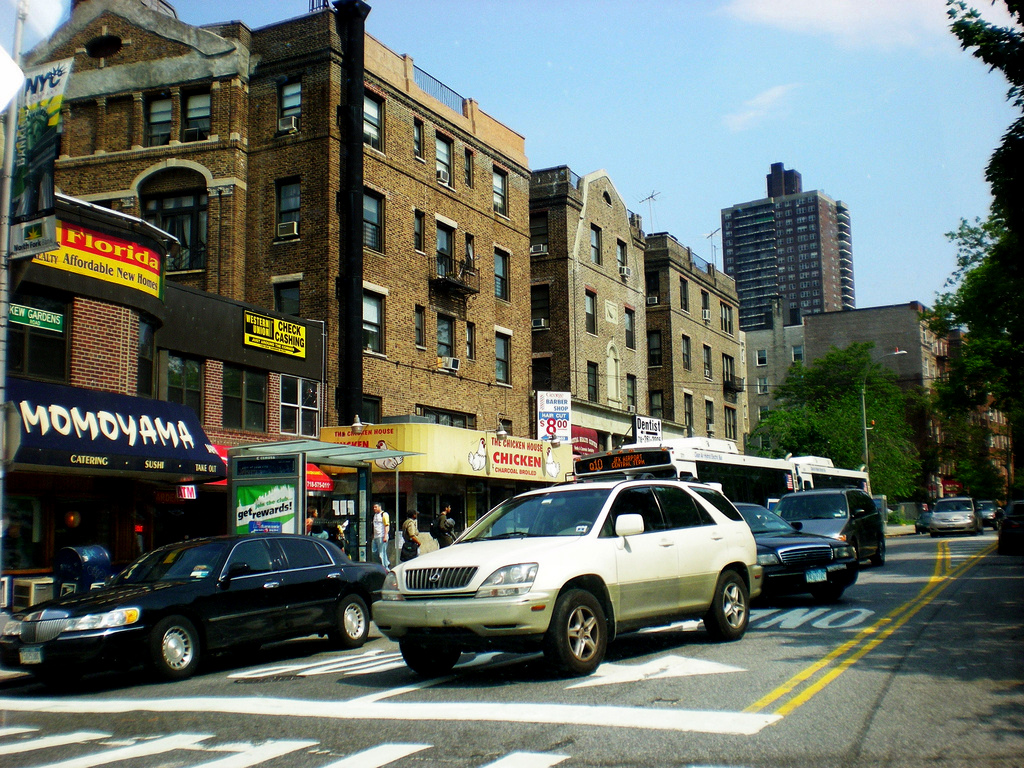
Kew Gardens Road shops near Queens Blvd. and subway station

### 引用元
1. 1 2  "Next to the L.I.R.R. Tracks; Five 2-Family Houses For Kew Gardens", ニューヨーク・タイムズ、1994年4月24日 2013年6月5日閲覧 "In 1909, when train service began on the Long Island Rail Road, the northerly section of the Man property was renamed Kew Gardens, also after a section of London."
2. 1 2  "New York Real Estate: Kew Gardens", AMニューヨーク、2008年8月28日 Retrieved July 4, 2009.
3. 1 2  Donovan, Aaron. " If You're Thinking of Living In/Kew Gardens, Queens; Small-Town Feeling at a Busy Crossroads", ニューヨーク・タイムズ、2000年10月15日 Retrieved October 9, 2007.
4. ↑  "P.S. 99 Kew Gardens School", w:Inside Schools、2006年12月
5. ↑  "Kew Gardens—Quiet and Leafy Location", w:Queens Chronicle、 2008年6月12日
6. ↑  A Picture History of Kew Gardens, NY – Kitty Genovese – The popular account of the Kitty Genovese murder is mostly wrong as shown by the evidence from her killer's trial and other sources（2008年10月4日時点のアーカイブ）
7. ↑  傍観者効果
8. ↑  "Ministry Addresses in the U.S.." 在米サウジアラビアの大使館、2008年1月5日
9. ↑  "GIFT TO MAUD B. BOOTH.; Charles D. Stickney Leaves Residuary Estate to Head of Volunteers.", ニューヨーク・タイムズ、1916年3月31日 "Charles Dickinson Stickney, a prominent lawyer of this city, who died on March 8, did not provide in his will for twelve first cousins, two second cousins, and one aunt, but bequeathed his entire residuary estate to Mrs. Maud Booth, widow of Ballington Booth and head of the Volunteers of America, who lives in Kew Gardens, L.I."
10. ↑  Chan, Sewell. "Nazi Refugees’ Son Explores Complex Feelings", ニューヨーク・タイムズ、2009年4月22日 "Growing up in Kew Gardens, Queens, in the 1940s and '50s, the children of Jewish refugees from Central Europe did not always feel different...Joshua Brand, the writer and producer, a creator of the television hits "St. Elsewhere" and "Northern Exposure"; the architectural historian Barry Lewis."
11. ↑  Rimer, Sara. "From Queens Streets, City Hall Seems Very Distant", ニューヨーク・タイムズ、1989年10月19日
12. ↑  Christon, Lawrence. "THE EDUCATION OF RODNEY DANGERFIELD", ロサンゼルス・タイムズ、1986年7月1日 "Perhaps school talk reminded him of growing up in New York's Kew Gardens, where, as a boy named Jacob Cohen, he had an entertainer father who didn't use the family name (he billed himself as Phil Roy and when Dangerfield went into show business as a comedian, he used the moniker Jack Roy)."
13. ↑  Chan, Sewell. "Nazi Refugees’ Son Explores Complex Feelings", ニューヨーク・タイムズ、2009年4月22日 "Growing up in Kew Gardens, Queens, in the 1940s and '50s, the children of Jewish refugees from Central Europe did not always feel different...the pop music critic Rona Elliot; Joshua Brand, the writer and producer, a creator of the television hits "St. Elsewhere" and "Northern Exposure"; the architectural historian Barry Lewis; and, to be sure, countless lawyers and doctors."
14. ↑  Hart, May Gleason. "Kew Gardens of Today – A Far Cry from 50 years Ago", コミュニティ・ニュース、1966年1月 "We have had many prominent people reside in Kew Gardens... Mrs. Stanley Brown, President Garfield's daughter, who taught me how to make buttonholes. The idea for the first World's Fair of 1938 was hatched on the sun porch of John B. Burton, our next door neighbor, who was given Queens' Most Prominent Citizen Award.
"
15. 1 2 3  Bortolot, Lana. "New York Real Estate: Kew Gardens, Queens",  AMニューヨーク、2008年8月28日 "The neighborhood's nickname, "Crew Gardens," is a nod to the many airline personnel living here, but Kew Gardens has always been home to the jet set: Charlie Chaplin, Will Rogers, Dorothy Parker and George Gershwin were among the artistic community that settled here in the 1920s."
16. ↑  Lewis, Barry. "Kew Gardens: Urban Village in the Big City"、1999年4月30日 "Kew Gardens, a village in Queens about twelve miles (19 km) from Manhattan, has been home to movie stars and Broadway performers (Charlie Chaplin, Miriam Hopkins, and Will Rogers), authors (Anaïs Nin and Dorothy Parker), and even Nobel Prize winners (Ralph Bunche). In many ways it has been a community ahead of its time."
17. ↑  "The Mohel"、2009年7月 "He lives in Kew Gardens, NY with his wife Miriam and takes great pride in his family. ."
18. 1 2  "Neighborhood at Risk: Kew Gardens", Historic Districts Council、2009年7月 "Kew Gardens became the home of an artistic and intellectual set. In the 1910's and 1920's, neighbors included film and stage stars, writers, musicians, and artists such as Charlie Chaplin, Will Rogers, Anaïs Nin, Dorothy Parker, Joseph Lhevinne, and George Gershwin.
"
19. ↑  Chan, Sewell. "Nazi Refugees’ Son Explores Complex Feelings", ニューヨーク・タイムズ、2009年4月22日 "Growing up in Kew Gardens, Queens, in the 1940s and '50s, the children of Jewish refugees from Central Europe did not always feel different...Such are the themes of "Last Stop Kew Gardens," a 54-minute semiautobiographical documentary by Robert H. Lieberman, 68, a senior lecturer in physics at Cornell who has branched out into novels and films."
20. ↑  Chan, Sewell. "Nazi Refugees’ Son Explores Complex Feelings", ニューヨーク・タイムズ、2009年4月22日 "Michael Nussbaum, a lawyer, and Peter Mayer, the former chief executive of Penguin Books, both recall their acute embarrassment about their German-speaking parents, who sounded just like the Nazis in postwar American films."
21. 1 2 3  Hart, May Gleason. "Kew Gardens of Today – A Far Cry from 50 years Ago", コミュニティ・ニュース、1966年1月 "We have had many prominent people reside in Kew Gardens. Wil [sic] Rogers and his family lived on the opposite corner. Will Rogers, Jr., Mary and Jimmie were my daughter Jeanne's play and schoolmates and were frequently joined by Paula and Carol Stone, daughters of the famous musical comedy star, Fred Stone."
22. ↑  Krawitz, Alan. "Kew Gardens — Quiet And Leafy Location", w:Queens Chronicle、2008年6月12日 "Notable former residents of Kew Gardens include Will Rogers and most recently daytime talk host Jerry Springer. In addition, Kew Gardens has been the subject of numerous books and films, including Barry Lewis' 1999 book, "Kew Gardens: Urban Village in the Big City," and Robert Lieberman's film "Last Stop Kew Gardens," featuring Springer, Josh Brand and comedian Robert Schimmel."